# OLA
OLA är ett album med Ola Svensson, utgivet den 15 september 2010. Albumet innehåller bland annat Melodifestivalslåten Unstoppable. I november samma år släpptes dessutom en bonusversion av albumet med bland annat en akustisk version av samma låt. Albumet är utgivet av Oliniho Records.

## Låtlista
| Nr  | Titel                | Låtskrivare                                                        |
| --- | -------------------- | ------------------------------------------------------------------ |
| 1.  | "All Over The World" | Ola Svensson, Alexander Kronlund, Tony Nilsson, Mirja Breitholtz   |
| 2.  | "Unstoppable"        | Ola Svensson, Alexander Kronlund, Hanif Sabzevari, Dimitri Stassos |
| 3.  | "Y.T.G"              | Ola Svensson, Lukas Hilbert, Alexander Kronlund, Linda Sundblad    |
| 4.  | "Riot"               | Ola Svensson, Tony Nilsson, Gavin Jones                            |
| 5.  | "Overdrive"          | Ola Svensson, Dimitri Stassos, Mikaela Stenström, S.Vaughn         |
| 6.  | "Beautiful Rain"     | Ola Svensson, Alexander Kronlund                                   |
| 7.  | "Busy Doing Nothing" | Ola Svensson, T Ljungberg, P Aldeheim                              |
| 8.  | "Still Remember"     | Ola Svensson, Alexander Kronlund, Ali Payami                       |
| 9.  | "Let it hit you"     | Ola Svensson, Alexander Kronlund, Labrinth - Timothy McKenzie      |
| 10. | "Twisted Memories"   | Ola Svensson, S Vaughn, T Ljungberg, P Aldeheim                    |

## Bonusspår
| Nr | Titel                                     | Låtskrivare                                                        |
| -- | ----------------------------------------- | ------------------------------------------------------------------ |
| 1. | "Princess"                                | Ola Svensson, Alexander Kronlund, Hanif Sabzevari                  |
| 2. | "Unstoppable - Accoustic version"         | Ola Svensson, Alexander Kronlund, Hanif Sabzevari, Dimitri Stassos |
| 3. | "All Over The World - Accoustic version"" | Ola Svensson, Alexander Kronlund, Tony Nilsson, Mirja Breitholtz   |